# Jean Ferdinand Corrard des Essarts
Jean Ferdinand Corrard des Essarts né à Arcis-sur-Aube le 4 juin 1822 et mort à Norroy le 25 juillet 1901 est un architecte français.

## Biographie
Il fut l'élève de Joseph-Théodore Oudet, architecte départemental de la Meuse, et Léon Charles Grillot, architecte départemental des Vosges (département), dont il devint le gendre. Il est reçu en 1843 à l’École des beaux-arts de Paris. 
Il était membre de la Société centrale des architectes français et de la Société d'archéologie lorraine.
Il est l'oncle du député Jules Corrard des Essarts.

## Réalisations

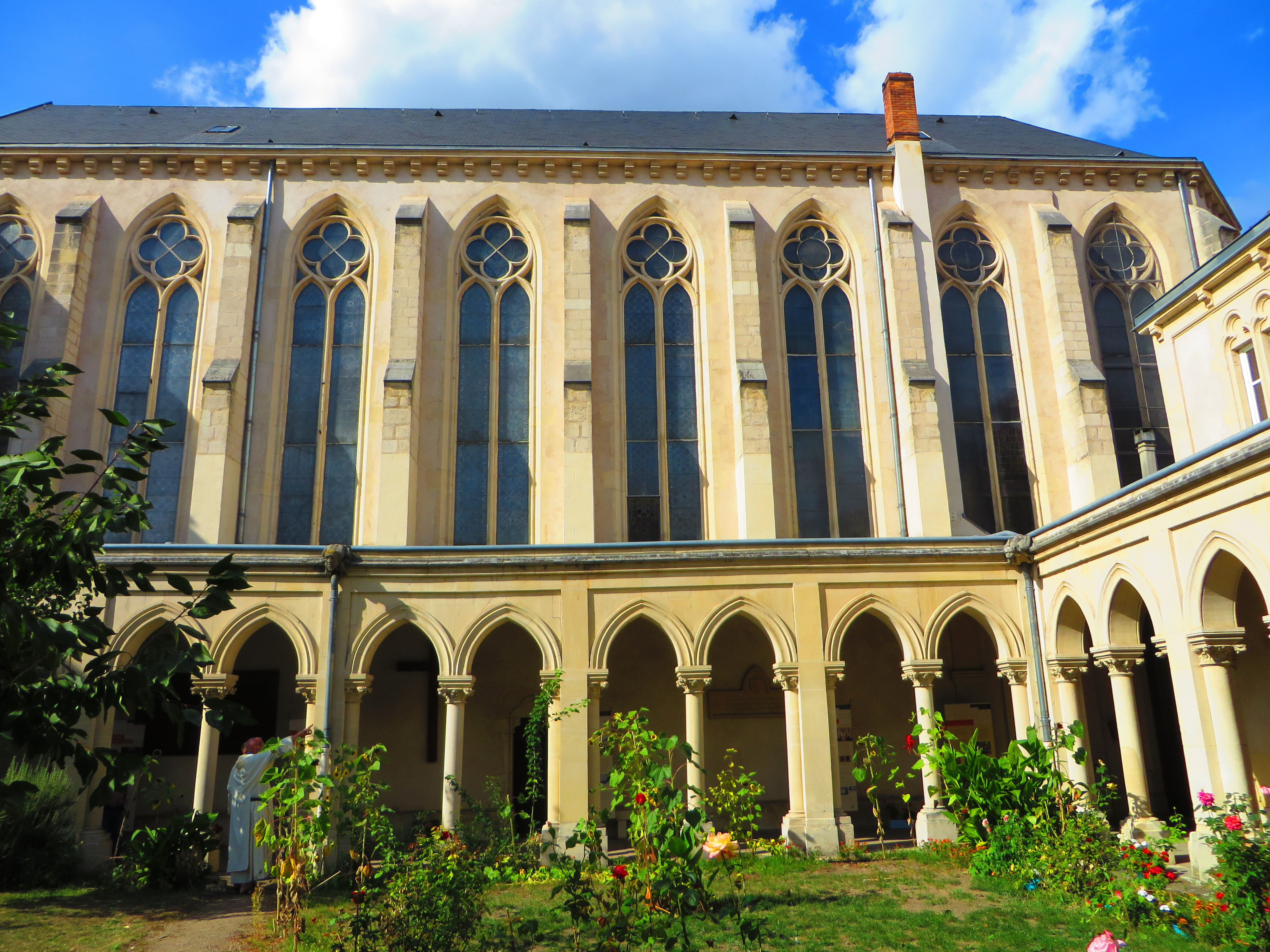
Chapelle et cloître du couvent des dominicains de Nancy

- Église Saint-Georges de Nancy (1846)[4]
- Château de Pixerécourt à Malzéville (1860)[5]
- Église conventuelle de dominicains Notre-Dame-du-Chêne (1861-1865)[6]
- Cloître du couvent de frères prêcheurs de Nancy (1865)[7]
- Rénovation du château de Lenoncourt (1867)[1]
- Presbytère protestant de Nancy (1886)[8],[9]
- Château de Barthélemont à Saint-Médard (non daté)
- Extension de l'Hôtel de préfecture de Meurthe-et-Moselle (non datée)[10]
- Château de la Tournelle[11] à Pont-Saint-Vincent, construit dans la seconde moitié du XIXe siècle pour le marquis Marie-Laurent de Bonfils[12],[13].

## Blason
La famille Corrard des Essarts porte : d'argent à 3 têtes de faucons arrachées de sable.